# La piccola fiammiferaia (film 2006)
La piccola fiammiferaia (The Little Matchgirl) è un cortometraggio d'animazione del 2006 prodotto dai Walt Disney Animation Studios, diretto da Roger Allers e prodotto da Don Hahn, basato sull'omonima fiaba pubblicata da Hans Christian Andersen nel 1845. Si tratta del quinto adattamento di una fiaba dell'autore danese da parte della Disney.

## Trama
È la sera di Natale nella città di San Pietroburgo prerivoluzionaria, e una bambina povera tenta invano di vendere i suoi fiammiferi ai passanti. La bambina si rifugia in un vicolo e tenta di scaldarsi accendendo un fiammifero. Alla luce della fiammella la fanciulla sogna come in una visione di scaldarsi davanti ad una stufa, ma quando il fiammifero si spegne tutto finisce. Allora la bambina accende altri fiammiferi, e sogna prima un banchetto di Natale e poi di riabbracciare sua nonna davanti ad un albero addobbato. Poco dopo la piccola fiammiferaia viene svegliata proprio dalla nonna, che la prende in braccio e la porta via attraversando un muro, mentre dietro di loro si può scorgere il corpo immobile della bambina. Una cometa attraversa il cielo, simboleggiando il viaggio ultraterreno della bambina.

## Produzione
Allers e Hahn avevano precedentemente lavorato a film animati Disney come La sirenetta, La bella e la bestia, Aladdin e Il re leone. Il cortometraggio era stato pensato per un terzo seguito mai realizzato di Fantasia. È stata inoltre l'ultima opera Disney ad utilizzare la tecnica di animazione in CAPS.

## Colonna sonora
Il cortometraggio non contiene dialoghi ed è interamente accompagnato da Notturno, il terzo movimento del Quartetto per archi n. 2, composto da Aleksandr Porfir'evič Borodin nel 1881. Il pezzo è stato eseguito dal Quartetto Emerson. Era stato inizialmente considerato come commento musicale Clair de lune di Claude Debussy.

## Distribuzione
Il film debuttò al Festival internazionale del film d'animazione di Annecy in Francia il 5 giugno 2006, e fu pubblicato in DVD il 15 novembre dello stesso anno come extra della Platinum Edition de La sirenetta. Venne poi distribuito in Blu-ray nella Diamond Edition de La sirenetta nel 2013.
Nel 2015 è stato incluso nell'antologia Walt Disney Animation Studios Short Films Collection, pubblicata all'estero in DVD e Blu-ray, e trasmessa in Italia direttamente su Sky Cinema Family 15 dicembre 2016, giorno dell’anniversario di morte di Walt Disney.

## Riconoscimenti
- 2007 – Premio Oscar
  - Nomination Miglior cortometraggio d'animazione a Roger Allers